# Al-Minaa (Jemen)
Der al-Minaa ist ein jemenitischer Fußballklub aus der Stadt Aden.

## Geschichte
Der Klub erreichte nach der Wiedervereinigung des Landes in der Saison 1990/91 mit 22 Punkten die Finalrunde der nationalen Meisterschaft. Dort erreichte man auch das Finale, wo man jedoch dann in Hin- und Rückspiel gegen al-Tilal unterlag. Danach fiel man leistungstechnisch aber stark ab und musste gleich nach der Spielzeit 1991/92 mit 24 Punkten über den 14. Platz absteigen. Zumindest in der Saison 2002/03 spielte der Klub in der zweiten Liga. Aus dieser stieg man nach der Saison 2006 aber spätestens wieder ab. In der Saison 2016 tauchte der Klub nochmal in den Ergebnissen des Turniers des 22. Mai auf, danach ist aber von dem Klub weiterhin nichts bekannt.

## Erfolge
- Ali Muhsin al-Murisi Cup: 1994